# Jeff Pierce
Jeff Pierce (San Diego, 28 d'agost de 1958) és un ciclista estatunidenc, que fou professional entre 1986 i 1997. El seu principal èxit esportiu fou la victòria en l'etapa dels Camps Elisis del Tour de França de 1987.

## Palmarès
- 1985
  - 1r al Tour de Berlín
  - 1r a la Nevada City Classic
  - Vencedor d'una etapa de la Coors Classic
- 1986
  - 1r al Tour de Bisbee i vencedor de 3 etapes
- 1987
  - 1r al Tour de Texas i vencedor d'una etapa
  - Vencedor d'una etapa del Tour de França
- 1988
  - Vencedorde 2 etapes de la Coors Classic
- 1989
  - Vencedor d'una etapa de la Volta a Euskadi
- 1994
  - Vencedor d'una etapa de la Redlands Classic
- 1995
  -  Campió dels Estats Units d'americana, amb Steve Hegg

### Resultats al Tour de França
- 1986. 80è de la classificació general
- 1987. 88è de la classificació general. Vencedor d'una etapa
- 1988. Abandona (20a etapa)
- 1989. 86è de la classificació general

### Resultats al Giro d'Itàlia
- 1988. 46è de la classificació general
- 1989. 59è de la classificació general
- 1990. 113è de la classificació general